# …Hits
| Оценки критиков | Оценки критиков |
| Источник        | Оценка          |
| --------------- | --------------- |
| AllMusic        | [ 1 ]           |

…Hits — первый и единственный альбом-сборник лучших студийных хитов Фила Коллинза — британского певца и композитора. Выпущен 6 октября 1998 года. Альбом содержит 14 композиций с разных альбомов Фила Коллинза (начиная с альбома Face Value 1981 года и заканчивая музыкальным материалом с альбома Dance into the Light 1996 года), которые занимали высокие места в музыкальных чартах разных лет. В частности, в альбом …Hits включены 7 композиций, которые в разные годы поднимались на первое место в американских чартах. Кроме того, альбом …Hits включает в себя одну ранее не издававшуюся композицию Фила Коллинза — его кавер-версию песни Синди Лопер «True Colors». Помимо этого, альбом …Hits содержит в себе 4 песни, которые были специально написаны для художественных фильмов. Все эти саундтреки также занимали первую строчку чартов — как, например, композиция «Easy Lover» — дуэт Фила Коллинза с Филиппом Бейли (Philip Bailey). Композиция, в частности, заняла первое место в британском чарте.
Альбом …Hits занимал первое место в чартах Великобритании и добрался до 18 позиции в чартах США. 4 августа 2008 года альбом занял первое место в новозеландском RIANZ album chart.

## Список композиций
| №   | Название                                    | Автор(ы)                                                                        | Длительность |
| --- | ------------------------------------------- | ------------------------------------------------------------------------------- | ------------ |
| 1.  | «Another Day in Paradise»                   | Фил Коллинз                                                                     | 5:22         |
| 2.  | «True Colors*»                              | Билли Стейнберг (Billy Steinberg), Том Келли (Tom Kelly)                        | 4:34         |
| 3.  | «Easy Lover*»                               | Фил Коллинз, Филипп Бейли (Philip Bailey), Натан Ист (Nathan East)              | 5:02         |
| 4.  | «You Can't Hurry Love»                      | Holland–Dozier–Holland                                                          | 2:52         |
| 5.  | «Two Hearts*»                               | Фил Коллинз, Ламонт Дозье (Lamont Dozier)                                       | 3:24         |
| 6.  | «I Wish It Would Rain Down»                 | Фил Коллинз                                                                     | 5:28         |
| 7.  | «Against All Odds (Take a Look at Me Now)*» | Фил Коллинз                                                                     | 3:25         |
| 8.  | «Something Happened on the Way to Heaven»   | Фил Коллинз, Дэрил Стюрмер                                                      | 4:51         |
| 9.  | «Separate Lives*»                           | Стивен Бишоп (Stephen Bishop)                                                   | 4:06         |
| 10. | «Both Sides of the Story»                   | Фил Коллинз                                                                     | 6:37         |
| 11. | «One More Night»                            | Фил Коллинз                                                                     | 4:46         |
| 12. | «Sussudio»                                  | Фил Коллинз                                                                     | 4:21         |
| 13. | «Dance into the Light»                      | Фил Коллинз                                                                     | 4:22         |
| 14. | «A Groovy Kind of Love*»                    | Тони Вайн (Toni Wine), Кэрол Бейер Сагер (Carole Bayer Sager) (The Mindbenders) | 3:29         |
| 15. | «In the Air Tonight»                        | Фил Коллинз                                                                     | 5:30         |
| 16. | «Take Me Home»                              | Фил Коллинз                                                                     | 5:52         |

* — композиции, прежде не издававшиеся на студийных альбомах Фила Коллинза.

### Дополнительная информация о композициях
- «Another Day in Paradise» — участие в записи Дэвида Кросби (David Crosby) — бэк-вокал.
- «True Colors» — участие в записи группы Babyface — бэк-вокал, клавишные и программирование ударных; участие в записи Шейлы И (Sheila E) — перкуссия.
- «Easy Lover» — участие в записи Филиппа Бейли (Philip Bailey) — вокал.
- «I Wish It Would Rain Down» — участие в записи Эрика Клептона — гитара.
- «Separate Lives» — участие в записи Мерилин Мартин (Marilyn Martin) — вокал.
- «Take Me Home» — участие в записи Питера Гэбриэла, Стинга и Хелен Терри (Helen Terry) — бэк-вокал.

## Чарты

### Альбом
| 1998                                                                               | 1 | 18 | 1 | 2 | 1 | 2 | 1 | 2 | 4 | 1 | 1 | 2 | 1 | 2 |
| «—» означает, что диск не попал в чарты или не поступал в продажу в данной стране. |   |    |   |   |   |   |   |   |   |   |   |   |   |   |

### Список композиций
| Год | Название                                   | Чарты | Чарты | Чарты   | Чарты   | Чарты | Чарты | Чарты | Чарты | Чарты      | Чарты     | Чарты | Чарты | Чарты | Чарты | Чарты | Чарты | Чарты |
| Год | Название                                   | UK    | US    | US A.C. | US Rock | CAN   | AUS   | NZ    | GER   | NL Top 100 | NL Top 40 | AUT   | FRA   | IRE   | ITA   | NOR   | SWE   | SWI   |
| --- | ------------------------------------------ | ----- | ----- | ------- | ------- | ----- | ----- | ----- | ----- | ---------- | --------- | ----- | ----- | ----- | ----- | ----- | ----- | ----- |
| 1984 | «Against All Odds (Take a Look at Me Now)» | 2     | 1     | 6       | 1       | 1     | 3     | 3     | 9     | 12         | 10        | 13    | 3     | 1     | —     | 1     | 3     | 4     |
| 1985 | «Easy Lover»                               | 1     | 2     | 15      | 5       | 1     | 73    | 2     | 5     | 2          | 1         | 21    | 14    | 1     | —     | —     | 10    | 8     |
| 1985 | «Separate Lives»                           | 4     | 1     | 1       | —       | 1     | 14    | 29    | 50    | 43         | —         | —     | 44    | 1     | —     | 7     | —     | —     |
| 1988 | «A Groovy Kind of Love»                    | 1     | 1     | 1       | —       | 1     | 2     | 3     | 3     | 2          | 1         | 6     | 15    | 1     | 1     | 2     | 5     | 1     |
| 1988 | «Two Hearts»                               | 6     | 1     | 1       | —       | 1     | 13    | 21    | 3     | 6          | 5         | 14    | 24    | 3     | —     | 6     | —     | 4     |
| 1998 | «True Colors»                              | 26    | 12    | 2       | —       | —     | —     | —     | 35    | 73         | —         | 20    | 33    | —     | —     | —     | —     | —     |
| «—» означает, что композиция не попала в чарты или что сингл с композицией не поступал в продажу в данной стране. |                                            |       |       |         |         |       |       |       |       |            |           |       |       |       |       |       |       |       |

## Сертификации
| Страна         | Сертификация  | Продажи   |
| -------------- | ------------- | --------- |
| Австралия      | 4x платиновый | 280 000   |
| Австрия        | Платиновый    | 20 000    |
| Канада         | 4x платиновый | 400 000   |
| Европа         | 5x платиновый | 5 000 000 |
| Германия       | 3x золотой    | 750 000   |
| Великобритания | 4x платиновый | 1 200000  |
| США            | 3x платиновый | 3 000 000 |